# Cornelius Devynck
Cornelius Eugenius Devynck (Werken, 16 september 1769 – Mariakerke, 22 januari 1825) was een Belgisch politicus.
In 1804 werd hij de eerste burgemeester van Mariakerke. Hij zou slechts twee jaar in dit mandaat blijven. 

## Mandaten
- Burgemeester van Mariakerke (1804-1806)